# Itaboraí Futebol Clube
Itaboraí Futebol Clube foi uma agremiação esportiva da cidade de Itaboraí, estado do Rio de Janeiro, fundada a 12 de abril de 2007.

## História

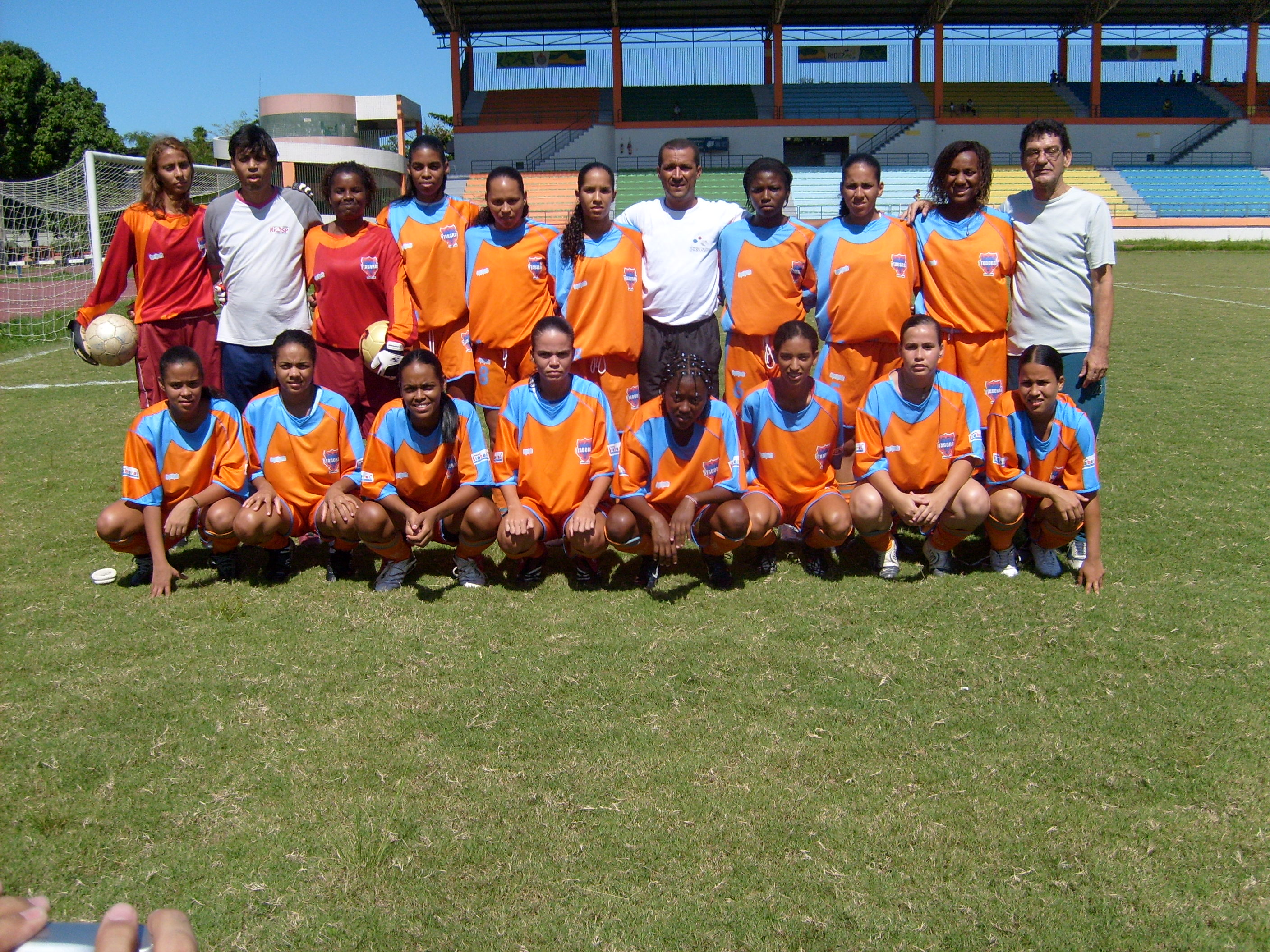
Formação feminina do Itaboraí FC em 2008. Foto de Paulo Roberto Rodrigues

Clube criado em 2007 para se tornar uma nova força do futebol da cidade no profissionalismo, o Itaboraí FC não deve ser confundido com a quase homônima Associação Desportiva Itaboraí.
Participa pela primeira vez da Terceira Divisão de Profissionais do estado do Rio de Janeiro em 2007, utilizando o estádio Alziro de Almeida, na mesma cidade para o mando de suas partidas. A campanha é boa na primeira fase e a agremiação fica em primeiro em seu grupo se classificando para a fase seguinte, quando acaba eliminado. Sua classificação foi a de nono lugar no geral.
Em 2008, desiste da competição com a tabela já montada. Desde então não tem mais disputado campeonatos de âmbito profissional. No ano seguinte é desfiliado da FFERJ por se encontrar inadimplente com as taxas.

## Estatísticas

### Participações
| Competição          | Temporadas | Melhor campanha    | Estreia | Última | P | R |
| ------------------- | ---------- | ------------------ | ------- | ------ | - | - |
| Série B2 do Carioca | 1          | 9º colocado (2007) | 2007    | 2007   | – | – |